# Marcianopolis
Marcianopolis (en grec: Μαρκιανούπολις) est une colonie romaine fondée en 106 par l'empereur Trajan et dédiée à sa sœur Ulpia Marciana.
Située dans la province romaine frontalière de Mésie, elle devient à la fin IIIe siècle la capitale de la Mésie seconde, en butte aux attaques des peuples germaniques, hunniques et slaves, qui finissent par la détruire au VIIe siècle. Ses ruines se trouvent, aujourd'hui, sous le quartier de Réka Dévnya, situé à 2,55 km au nord-est du centre de la ville de Devnya (Bulgarie).

## Histoire

Menaces des Goths sur la Mésie inférieure et Marcianopolis à partir de 251.

La localité s'appelait, initialement, Parthenopolis (la « ville des vierges » en grec ancien). En 106, — après la Seconde guerre dacique —, elle a été transformée en colonie romaine par l'empereur Trajan qui y implanta de nombreux vétérans et la nomma en l'honneur de sa sœur aînée Ulpia Marciana. L'historien du VIe siècle Jordanès en donne l'explication suivante : une jeune fille de la suite d'Ulpia qui se baignait dans le fleuve, laissa échapper le vase en or qu'elle tenait. Ce vase coula au fond mais reparut flottant plus loin. Lorsqu'il apprit le fait, Trajan supposa qu'une divinité habitait ces eaux et fonda une cité qu'il nomma du nom de sa sœur.
Trajan dota la cité des monuments emblématiques de la romanité, dont un amphithéâtre qui a été retrouvé. Grâce à cette implantation Marcianopolis marque la limite orientale de la diffusion de la langue latine, tandis que plus à l'est s'échelonnent les colonies grecques sur la côte de la mer Noire.
Au IIIe siècle, la province de Mésie est sous la menace des incursions des Sarmates et des Goths. Marcianopolis est prise par les Goths durant l'hiver 250/251. C'est de cette époque que doit dater l'enfouissement du trésor de Reka Devnia (en), découvert en 1929 près de Marcianopolis et riche de 81 044 deniers allant jusqu'à l'année 251. Marcianopolis est attaqué à nouveau par les Goths en 267. Claude les affronte au service de Gallien puis les anéantit comme empereur au prix de nombreux combats au voisinage de Marcianopolis. Lors de la réorganisation des provinces opérée par Dioclétien, la Mésie inférieure est divisée en Mésie seconde, dont Marcianopolis est le chef-lieu, et Scythie Mineure. En 328, l'empereur Constantin Ier y établit sa base pour ses contre-offensives au nord du Danube. 
De 367 à 370, l'empereur Valens l'utilise comme base pour sa campagne contre les Goths. Il parvient à imposer un traité de paix à leur chef Athanaric et revient à Constantinople,. En 376, les Goths franchissent en masse le Danube, demandant le statut de foederati mais ils sont mal accueillis par les Romains. La rencontre à Marcianopolis de leur chef Fritigern et du comte de Thrace Lupicinus dégénère en un affrontement à neuf milles de la ville et une défaite des troupes romaines. Les Romains ne peuvent empêcher le pillage par les bandes gothiques des provinces de Mésie et de Scythie mineure, jusqu'à la conclusion d'un traité en 382 (foedus) qui concède leur implantation et leur ravitaillement dans ces provinces.  

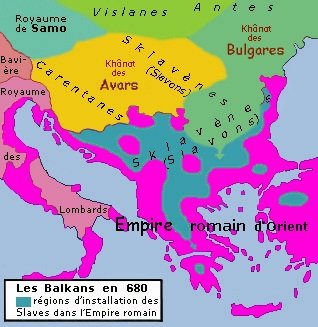
Territoires de l'Empire romain d'Orient en 680, sous la pression des Avars, des Slaves et des proto-Bulgares.

En 447, la ville fut détruite par les Huns dirigés par Attila, juste après la Bataille de l'Utus. L'empereur Justinien Ier reconstruisit et fortifia la ville. Ceci n'empêcha pas qu'elle soit mise à sac en 587, par les Avars, avant d'être reprise par les romains. En 596, les armées romaines s'y concentrent avant une expédition militaire importante contre les Avars installés au nord du Danube. Marcianopolis demeura une ville romaine d'Orient importante jusqu'à sa destruction par les Avars, lors d'un raid en 614–615, auquel participèrent les Slaves qui s'installèrent dans la région dans la première moitié du VIIe siècle et appelèrent Dévnya (« régulière ») les ruines de l'ancienne ville. Après le milieu du VIIe siècle, la conquête de la région par les Proto-Bulgares et la fondation du Premier État bulgare, les références à Marcianopolis disparaissent des chroniques.

## Vestiges archéologiques
Les vestiges archéologiques de Marcianopolis comprennent l'amphithéâtre dont il subsiste des fondations ellipsoïdales et rayonnées, plusieurs rues et les mosaïques de la « Maison d'Antiope », une villa de la fin du IIIe siècle ou du début du IVe siècle, qui sont exposées dans le Musée des mosaïques de Devnya, ou visibles in situ.
Dans la nécropole, ont été découvertes en 1986 deux stèles funéraires de gladiateurs aux épitaphes rédigées en grec, celle du secutor Markianus, qui a combattu deux fois, et celle d'un autre secutor, Smaragdos, sans doute un pseudonyme de combattant évoquant une gemme, la Smaragdite de couleur émeraude, tué à son vingtième combat.

Vestiges archéologiques de Marcianopolis
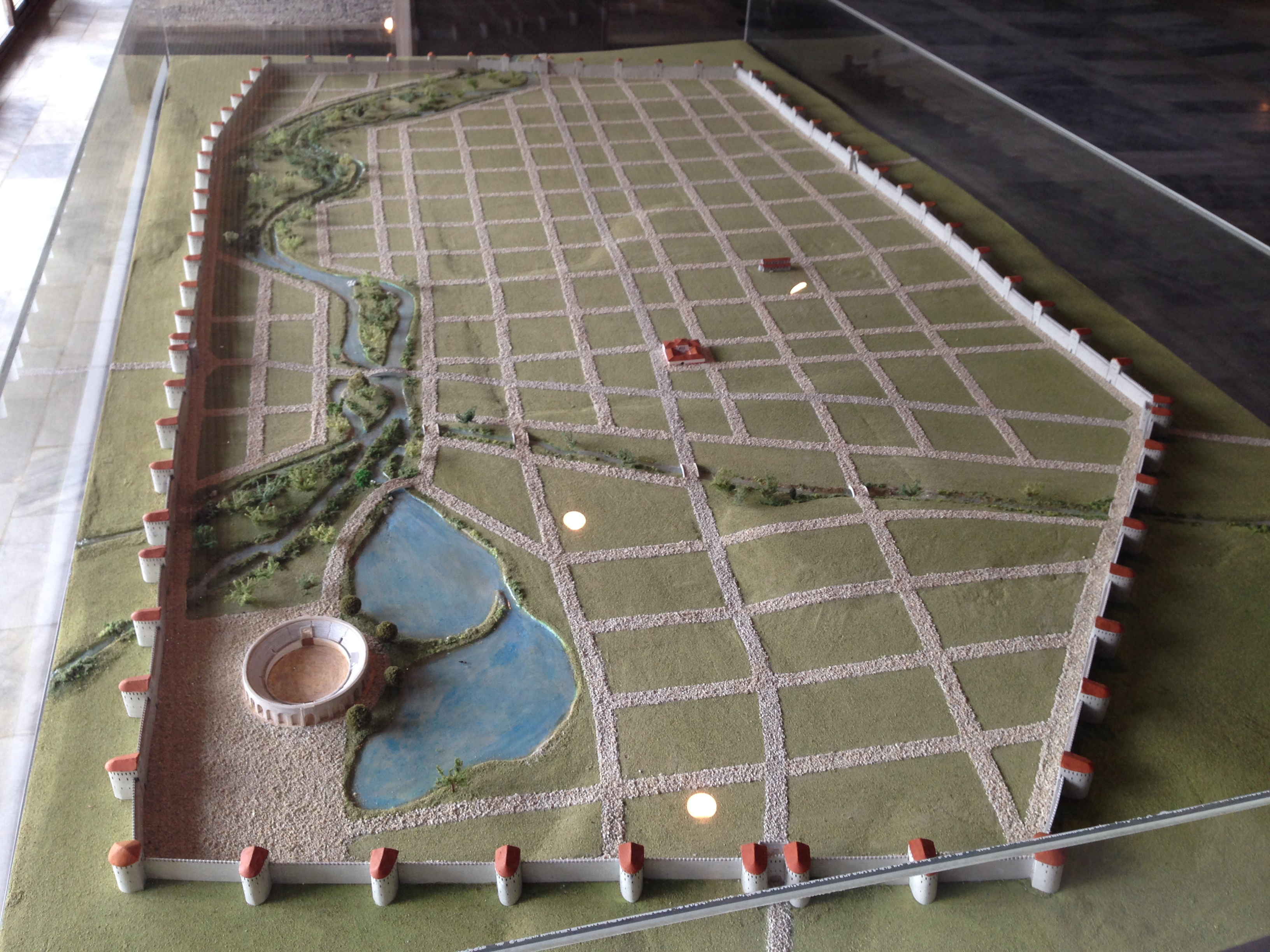
Maquette de la cité.
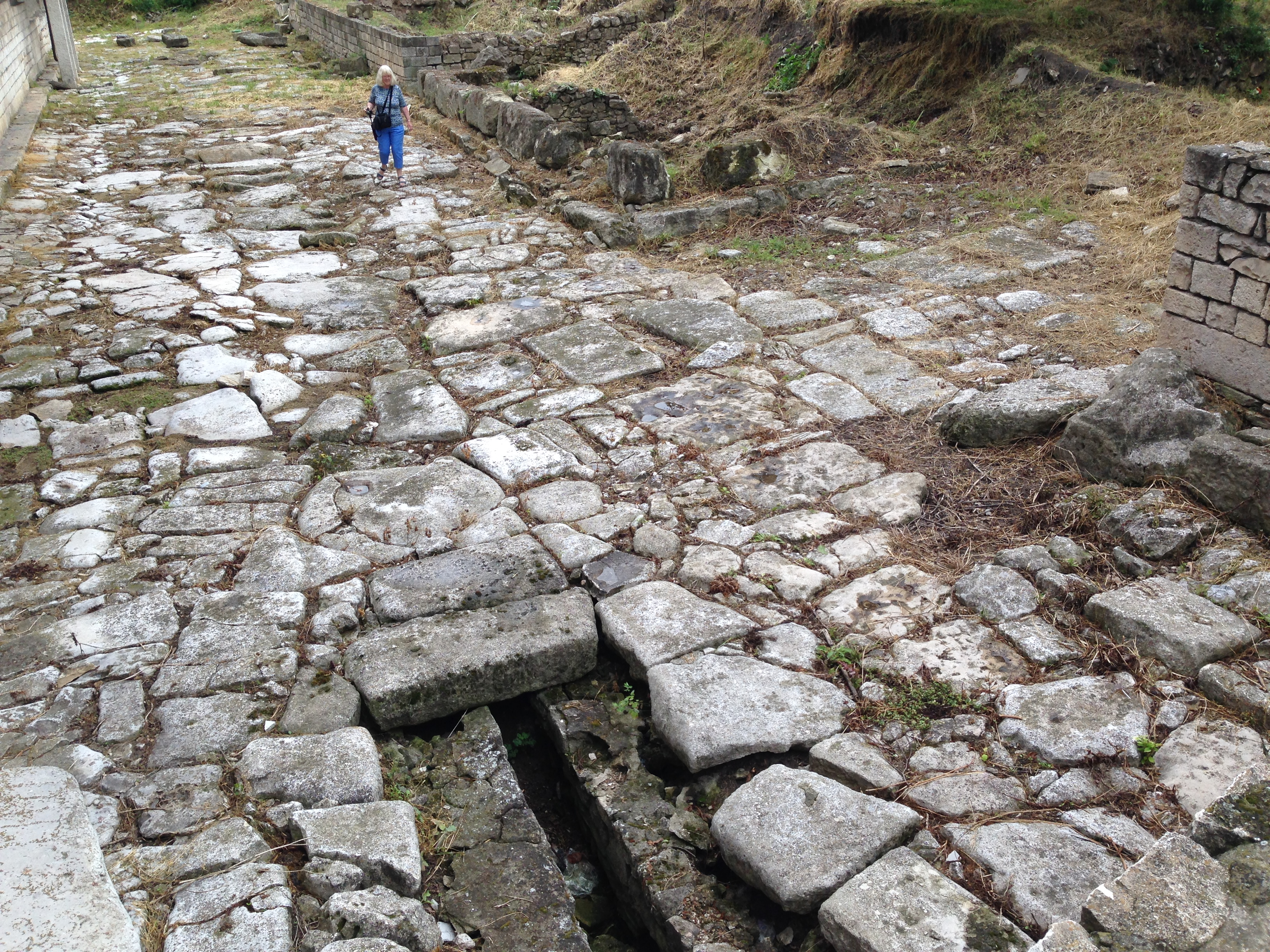
Rue principale de Marcianopolis.
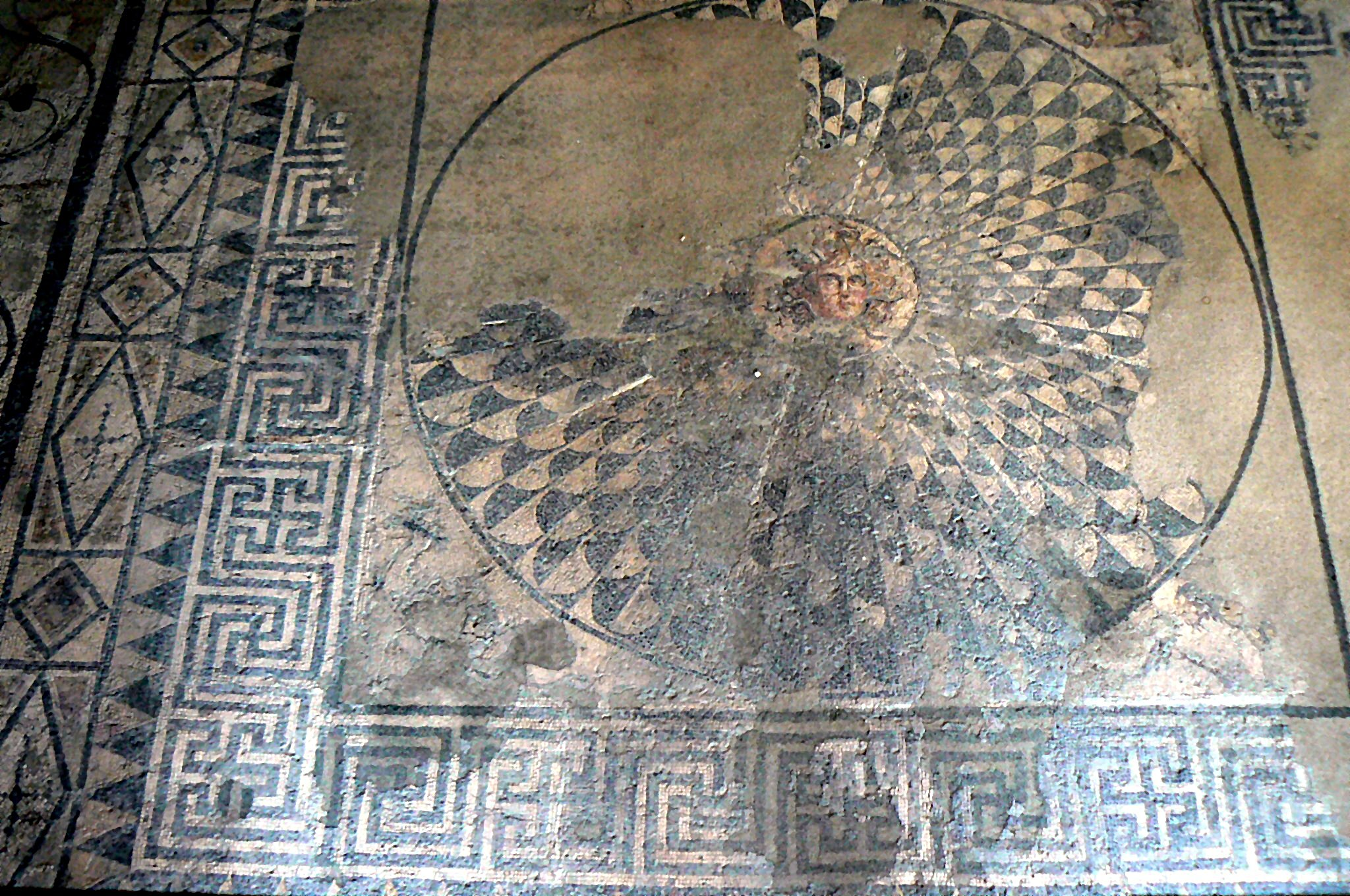
Mosaïque illustrant la Méduse.
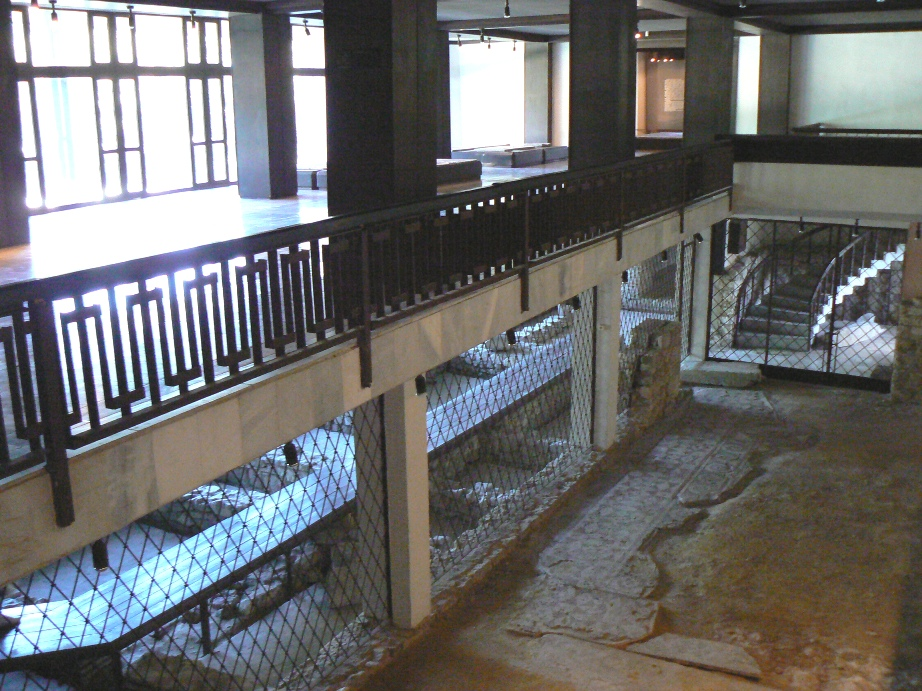
Le musée des mosaïques à Dévnya.

## Numismatique
Comme d'autres cités de Mésie et de Thrace, Marcianopolis disposait d'un atelier monétaire provincial émettant en grand nombre des bronzes à l'effigie des empereurs régnants avec des légendes en grec accompagnée du nom du gouverneur de la province. Certaines de ces monnaies émises localement témoignent de l'existence d'un temple dédié à Serapis et d'une porte monumentale de la ville, en forme d'arc de triomphe.

Émissions monétaires de Marcianopolis
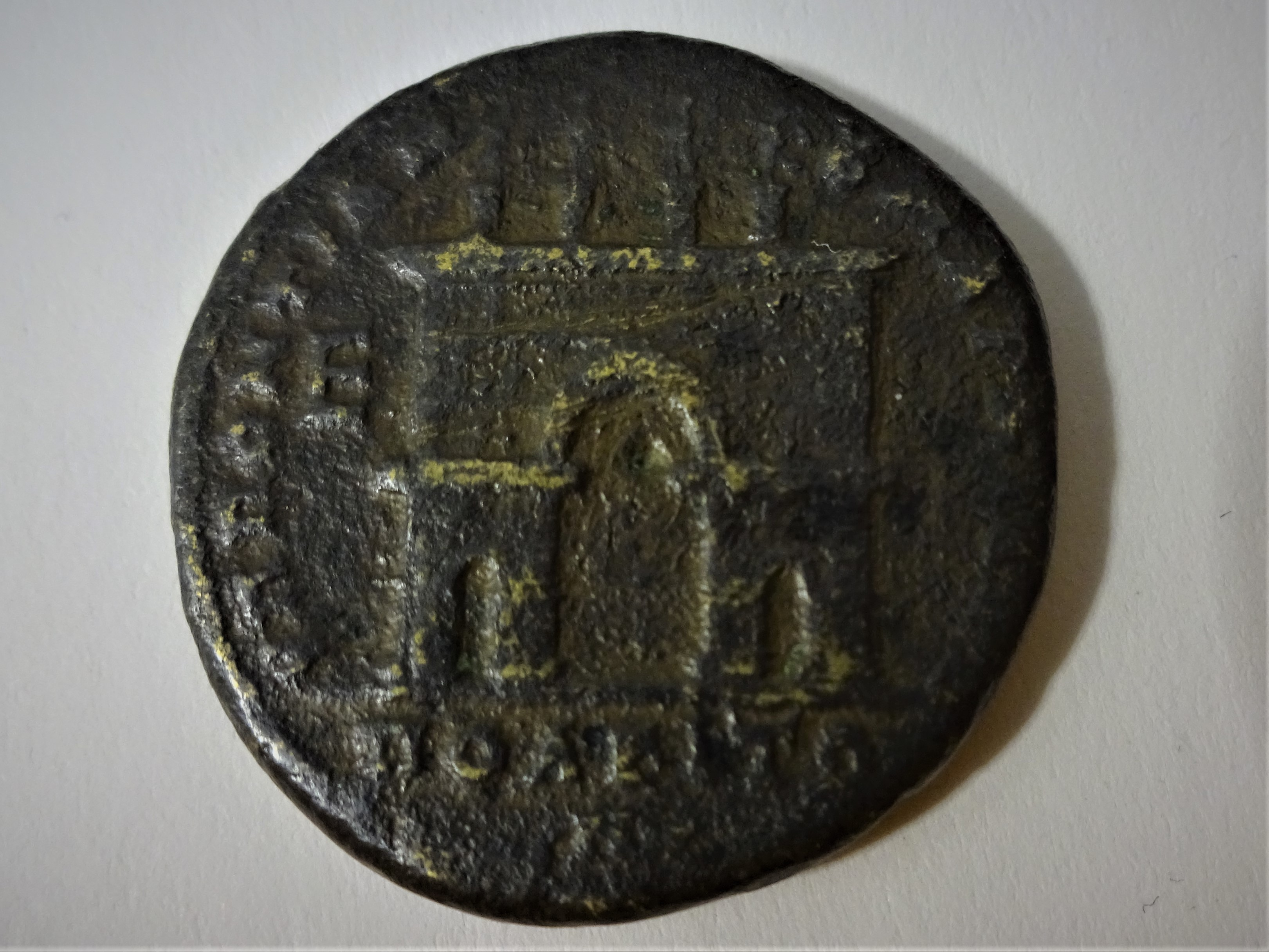
Porte de la ville, frappée sous Macrin (217-218).
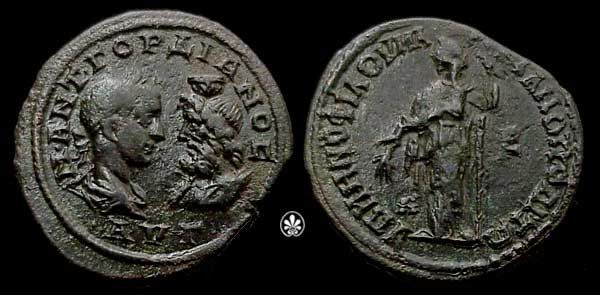
L'empereur Gordien III en face de Sarapis, avec Déméter au revers : monnaie frappée entre 238 et 241.
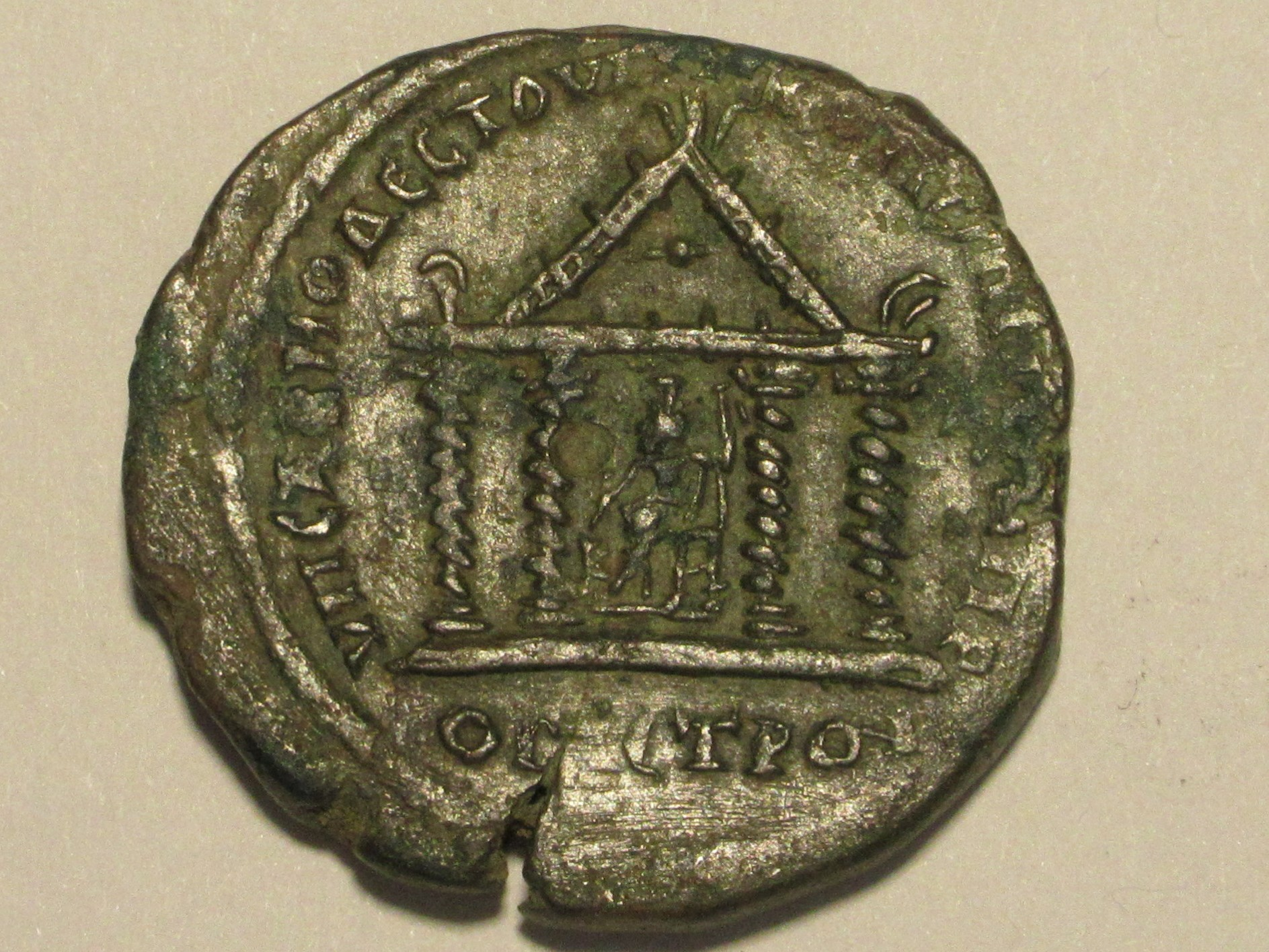
Temple de Sarapis, monnaie frappée sous Gordien III.
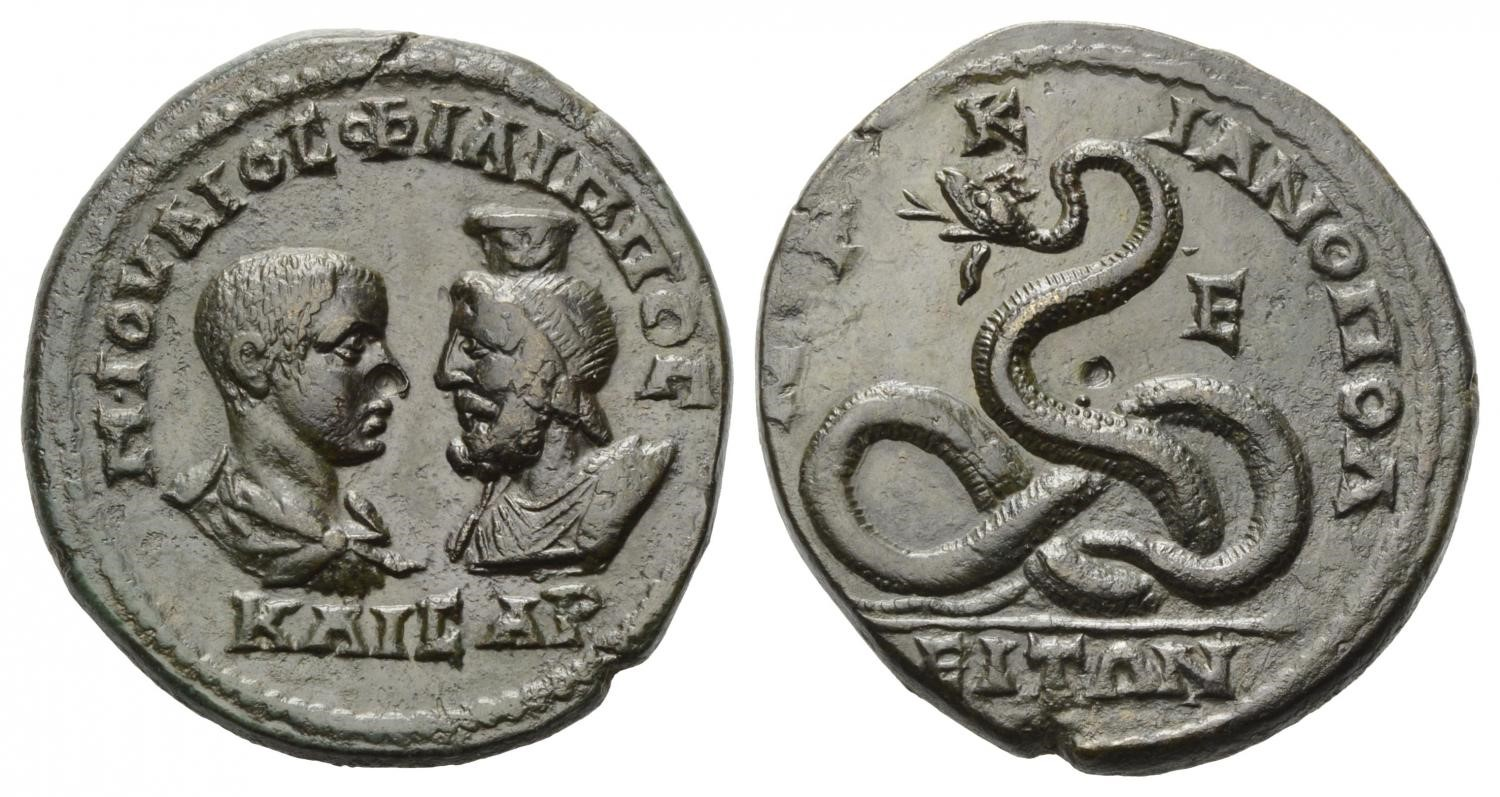
Le césar Philippe II (244-247) en face de Sarapis, avec Glycon au revers.